# Achimenes antirrhina
Achimenes antirrhina är en tvåhjärtbladig växtart som först beskrevs av Dc., och fick sitt nu gällande namn av Conrad Vernon Morton. Achimenes antirrhina ingår i släktet Achimenes och familjen Gesneriaceae. Inga underarter finns listade i Catalogue of Life.